# Denúncia (penologia)
Denúncia, no contexto da filosofia da sentença, demonstra a desaprovação de um ato pela sociedade expressa pela imposição de uma punição. O objectivo da denúncia não é tanto punir o infrator, mas sim demonstrar aos cidadãos cumpridores da lei que o comportamento específico que está a ser punido ou denunciado não é aceitável. A este respeito, argumentou-se que “a punição não é como uma carta privada; é como um cartaz colocado numa rua movimentada… destina-se também à vítima do crime e ao público em geral”. A denúncia é um dos cinco objetivos diferentes que se acredita que a punição alcance; os outros quatro objetivos são dissuasão, incapacitação (para a proteção da sociedade), retribuição e reabilitação.

## Teorias

### Denúncia instrumental
Émile Durkheim argumentou que a denúncia era uma forma de educação, pois a punição "reforçava a consciência coletiva da sociedade e, assim, assegurava que os membros da sociedade continuassem a abster-se do crime". Trata-se de uma abordagem orientada para o futuro ou utilitária, semelhante ao conceito de dissuasão.

### Denúncia expressiva
Essa visão da denúncia é que a punição é justificada porque expressa a aversão da sociedade ao crime e mostra o comprometimento de uma determinada sociedade com seus próprios valores. Esta perspectiva não “olha para o futuro”, pois não inclui a intenção de mudar ou afetar o comportamento de alguém.

### Teoria comunicativa da punição
Antony Duff afirma que a punição é "uma tentativa de diálogo moral com os infratores, censurando suas ações e esperando garantir sua 'contrição', com o resultado de que eles melhorem seus caminhos". Cavadino diz que essa visão 'se assemelha à denúncia', mas também contém elementos de reforma e vergonha reintegrativa.

### Aplicações legislativas
Algumas jurisdições incluem "denúncia" como finalidade de sentença em sua legislação. Por exemplo, o Código Penal Canadense descreve os princípios e a finalidade da sentença na seção 718. Um desses propósitos é a denúncia, descrita como “garantindo que a punição reflita a aversão da sociedade pelo crime cometido”. Na Nova Zelândia, a seção 7 da Lei de Sentenças de 2002 descreve oito propósitos diferentes de sentenças para "lidar com infratores". O objetivo da seção 7(a) é "responsabilizar o infrator pelos danos causados à vítima e à comunidade pelo infrator e a seção 7(e) é "denunciar a conduta na qual o infrator esteve envolvido".

### Eficácia
Cavadino diz que pesquisas indicam que os cidadãos geralmente parecem ter respeito suficiente pelo sistema de justiça para obedecer às leis da sociedade e não são particularmente influenciados pelo nível de punição imposto para delitos específicos — tendo em mente que as pessoas geralmente têm crenças bastante imprecisas sobre quais são as penalidades para delitos específicos. Como consequência, ele argumenta que usar a noção de denúncia para justificar a punição de infratores é um mecanismo duvidoso de usar.